# هاشم بیک‌زاده
هاشم بیک زاده (زادهٔ ۲ بهمن ۱۳۶۲ در تهران) بازیکن سابق فوتبال و مربی فوتبال اهل ایران است.

## رده باشگاهی
هاشم بیک‌زاده در پایان فصل ۱۳۸۶–۱۳۸۷ جام خلیج فارس از باشگاه فجر سپاسی شیراز به باشگاه استقلال تهران پیوست. او پس درخشش در بازی‌های تیم فجر سپاسی، مورد توجه دو باشگاه پرسپولیس و استقلال تهران قرار گرفت و سرانجام عضویت در باشگاه آبی‌پوشان را برگزید. هاشم بیگ زاده طی قرارداد یک ساله برای فصل ۹۱–۹۲ قرارداد خود را با تیم استقلال تهران به ثبت رساند. وی در تیرماه ۱۳۹۳ قرارداد خود را به مدت دو سال دیگر با استقلال تمدید کرد.

## رده ملی
بیک زاده بازی در تیم ملی را در مسابقه‌ای دوستانه با تیم ملی امارات متحده عربی در سال ۲۰۰۶ آغاز کرد. سپس برای شرکت در بازی‌های غرب آسیا ۲۰۰۷ (به میزبانی کشور اردن) دوباره به تیم ملی دعوت شد و نخستین گل ملی‌اش را در بازی فینال در برابر تیم ملی عراق به ثمر رساند، تیم ایران در آن بازی با برتری ۲–۱، جام قهرمانی را به دست آورد. او برای بازی‌های مقدماتی جام جهانی فوتبال ۲۰۱۰ نیز به تیم ملی دعوت شد.
وی در مسابقات مقدماتی جام جهانی ۲۰۱۴ برزیل بازیکن فیکس تیم ملی بود به گونه ای که در هر سه بازی حساس آخر این مسابقات حضوری کامل ۲۷۰ دقیقه ای داشت و در بازی با کره جنوبی در اولسان نمایش درخشانی به همراه سایر نفرات تیم ملی داشت و تیم ملی توانست در آن مسابقه حساس با گل رضا قوچان نژاد به جام جهانی ۲۰۱۴ برزیل صعود کند و هاشم بیک زاده در آن سه مسابقه آخر به ویژه بازی با کره نمایش درخشانی از خود ارائه داد.
وی در جام جهانی ۲۰۱۴ برزیل جز نفرات دعوت شده به تیم ملی بود ولی این تورنمنت را به دلیل مصدومیت از دست داد .این اتفاق کارلوس کیروش را که حساب ویژه‌ای روی بیک زاده باز کرده بود تحت تاثیر قرار داد و به  فدراسیون اعلام کرد هم بیک زاده را به برزیل می‌برد و هم او باید مثل همه‌ی بازیکنان پاداش کامل را دریافت کند.  با موافقت فدراسیون فوتبال بیک زاده بازی‌ها را از روی نیمکت تیم ملی تماشا کرد. این اتفاق آحرین بدشانسی در کلکسیون ناکامی‌های وی نبود. او یکسال بعد  بازهم به دلیل آسیب‌دیدگی و این بار  از ناحیه‌ی استخوان کف دست ،  جام ملت‌های آسیا ۲۰۱۵  را هم از دست داد . هاشم بیک زاده شهریور ۱۳۹۸ کفش‌های خود را آویخت و به جرگه مربیان فوتبال پیوست.

## گل ملی
| # | تاریخ         | میزبان                       | تیم رقیب | گل زده | نتیجه نهایی | رقابت                        |
| - | ------------- | ---------------------------- | -------- | ------ | ----------- | ---------------------------- |
| ۱ | ژوئن ۲۴, ۲۰۰۷ | ورزشگاه بین‌المللی امان، امان | عراق     | ۰-۲    | ۱–۲         | مسابقات فوتبال غرب آسیا ۲۰۰۷ |

### دوران مربیگری
- پس از پایان دوران بازی، به عنوان مربی و دستیار در تیم‌هایی نظیر بادران تهران، مس کرمان و گل‌گهر سیرجان فعالیت کرد. در سال ۱۴۰۲ برای سومین بار به استقلال بازگشت و این‌بار به عنوان سرمربی تیم جوانان استقلال منصوب شد.[۸]
- او مسئولیت تست‌گیری از حدود ۵۰۰ بازیکن پایه را برعهده گرفت و اعلام کرد هدفش شناسایی استعدادهای برتر از نونهالان تا امید برای آینده استقلال است.[۹]
- همچنین تیم جوانان استقلال تحت هدایت او در تورنمنت چهارجانبه تهران به مقام قهرمانی رسید.[۱۰]

## افتخارات
- لیگ برتر
- قهرمانی در لیگ برتر فوتبال ایران ۸۸-۱۳۸۷ به همراه تیم استقلال تهران
- قهرمانی در لیگ برتر فوتبال ایران ۹۰-۱۳۸۹ به همراه تیم سپاهان اصفهان
- قهرمانی در لیگ برتر فوتبال ایران ۹۱-۱۳۹۰ به همراه تیم سپاهان اصفهان
- قهرمانی در لیگ برتر فوتبال ایران ۹۲-۱۳۹۱ به همراه تیم استقلال تهران
- جام حذفی
- قهرمانی در جام حذفی ۹۵–۱۳۹۴ به همراه تیم ذوب‌آهن اصفهان

### افتخارات ملی
- صعود به جام جهانی ۲۰۱۴ برزیل به همراه تیم ملی فوتبال ایران
- قهرمانی در مسابقات فوتبال غرب آسیا ۲۰۰۷ به همراه تیم ملی فوتبال ایران